# 新光人壽

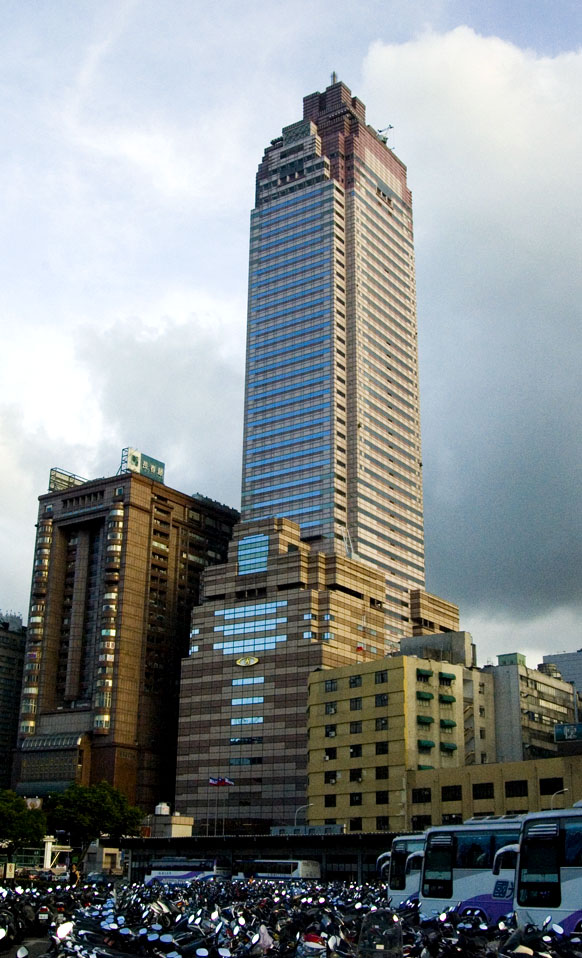
新光人壽總部所在地：新光摩天大樓

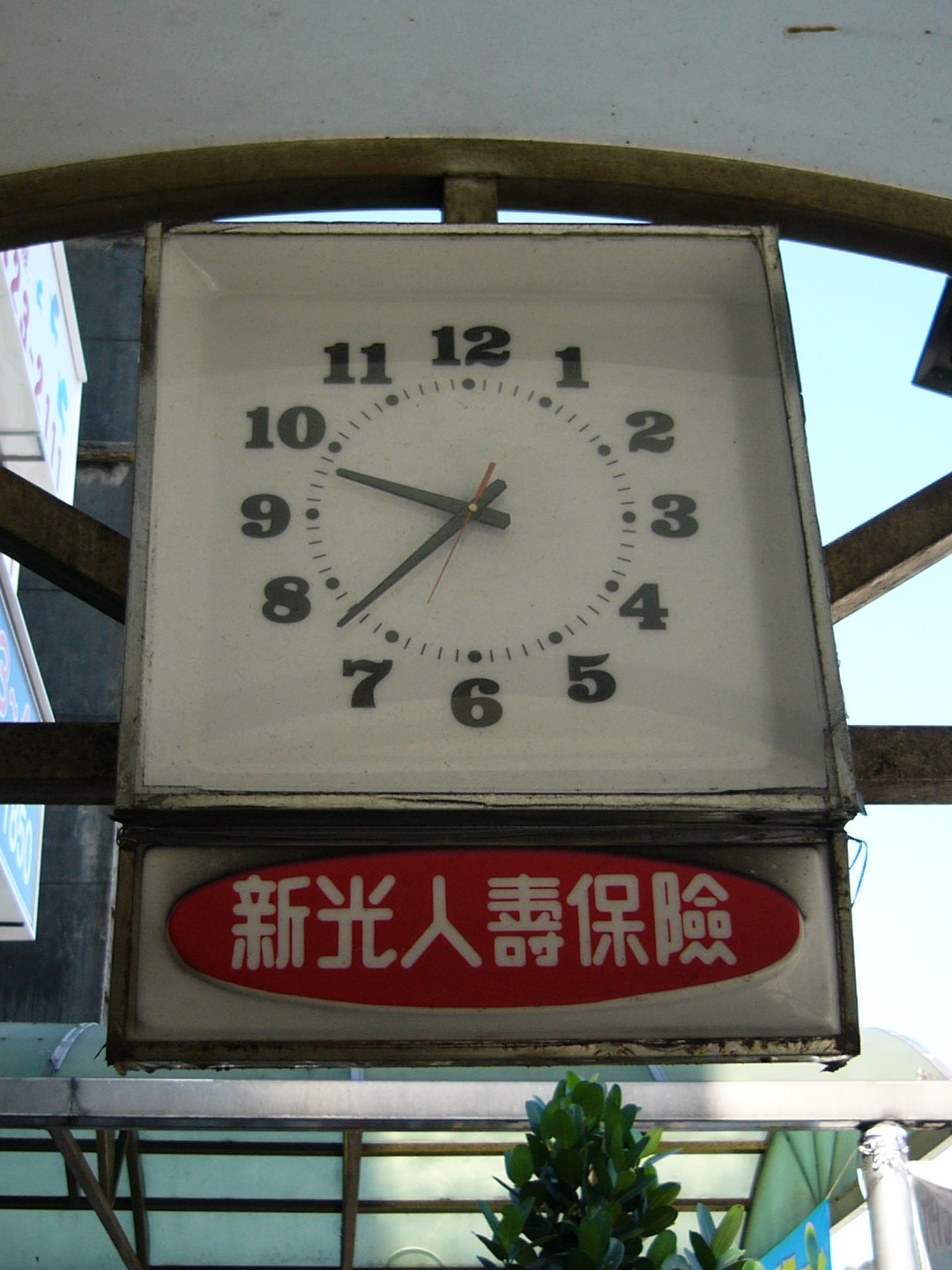
新光人壽廣告鐘，常見於台灣客運站

新光人壽保險（簡稱新光人壽、新壽）是台灣的保險公司，為新光集團成員，也是最初籌組成立新光金控的主要公司。
2025年7月24日「台新新光金控公司」成立後將以一年時間整併保險事業，預計2026年1月1日完成人併入原台新人壽，並改名為新光人壽。

## 歷史
- 新光人壽由吳火獅創立於1963年7月30日，總公司設址於台北市館前路43號2樓，資本額新台幣2千萬元[2]，並於1993年12月1日股票上市。[3]

- 1993年，新光人壽總公司遷入新光人壽保險摩天大樓。
- 1994年，蘇啟明接任新光人壽總經理。
- 1999年，鄭弘志接任新光人壽總經理。

- 2002年由潘柏錚接任新光人壽總經理，中華民國財政部開放成立金控公司，新光人壽與力世證券（後更名為新壽證券）以股權轉換方式共同成立新光金融控股公司，同時從股票市場下市。[4]

- 2009年3月2日，新光人壽與海航集團合資成立新光海航人壽。

- 2016年7月21日，新光人壽、台銀人壽、國泰人壽、遠雄人壽、三商美邦人壽贊助犯罪被害人保護協會1年期微型傷害保險[5]。

- 2021年5月21日董事長許澎辭任，由潘柏錚接任新壽董事長。
- 2023年6月29日，新光人壽召開董事會，由魏寶生接任董事長，洪士琪任副董事長，黃敏義續任總經理一職，新光人壽高層人事就此底定。[6]  並於同年度由洪士琪副董事長領軍的新團隊，針對投資、商品、精算、房地產活化，以及最重要的業務等5大方向進行改革。[7]
- 2023年12月5日，新光人壽於新光摩天大樓16樓舉行60周年慶祝茶會，新舊團隊同台亮相，盼成百年企業。[8]

## 重大違規案件
- 2020年9月，金管會金檢查核海外投資發現新光人壽多項缺失，並違反公司治理設立非正式投資決策單位「資產負債管理委員會」主導投資，遭金管會裁罰2,760萬，時任董事長吳東進停止職務至任期結束，投資長遭解職且五年內不得復職。[9]

- 2022年3月，新光人壽遭檢舉前董事長吳東進被停職後仍干涉新光集團業務，金管會調查後認定違反公司治理，新光金控董事長許澎遭停職3個月、新光人壽董事長潘柏錚則遭減薪3成、為期3個月、新壽未來3年內和關係企業交易將受限。[10]

## 創意影片獲獎
新光人壽吳欣盈副總以及其行銷團隊，一同製作多支品牌形象、產品行銷廣告。
| 年份   | 名稱                            |
| ------ | ------------------------------- |
| 2012年 | 【幸福的功課】                  |
| 2013年 | 【 傳承沒有終點 創新沒有界限 】 |
| 2015年 | 【心光篇I】                     |
| 2016年 | 【心光篇II】                    |
| 2016年 | 【VelO2與光同行】               |
| 2016年 | 【阿嬤的燈籠】                  |
| 2016年 | 【與光同行 超越黑暗】           |
| 2016年 | 【HER 大女子篇】                |
| 2016年 | 【展新人生 衝浪篇】             |
| 2016年 | 【展新人生 攀岩篇】             |
| 2016年 | 【展新人生 重機篇】             |
| 2017年 | 【男女眉角大不同篇】            |
| 2018年 | 【大傘退保險計劃】              |
| 2018年 | 【活化歷史History Alive in TW】 |
| 2019年 | 【新光人壽大傘舞】              |

## ESG獲獎經歷
- 新光人壽以「新光一畝田幸福餐桌」計劃榮獲AREA亞洲企業社會責任獎(Asia Responsible Enterprise Awards)Social Empowerment社會公益發展獎國際殊榮。[11]
- 新光人壽以「數位服務轉型光動力」、「新光一畝田幸福餐桌」、「金融保險教育行動方案」、「大甲媽祖遶境進香活動專案」、「六十週年形象廣告」及「新光人壽食在安心終身健康保險附加條款」，一舉拿下「最佳人氣品牌獎」、「最佳產品獎」共計七座獎項，更以「數位服務轉型光動力」榮獲全國首獎最高榮譽，顯見新光人壽致力推動 ESG 有成，深受消費者及專業評審團青睞。[12]
- 新光人壽榮獲第16屆TCSA台灣企業永續獎「台灣百大永續典範企業獎」、「台灣企業永續報告書獎─金融及保險業金獎」、「氣候領袖獎」、「社會共融領袖獎」、「職場福祉領袖獎」、「高齡友善領袖獎」、「人才發展領袖獎」等七項大獎，獲獎數為今年度壽險業最多，顯見新光人壽推動永續經營成果豐碩，優異績效備受外界肯定。[13]

## 外部連結
- （繁體中文） 新光人壽 （页面存档备份，存于）